# Leopardus narinensis
Leopardus narinensis és una suposada espècie de fèlid petit del gènere Leopardus. Fou descrit el 2023 a partir d'una única pell obtinguda el 1989.

## Etimologia
L'epítet específic narinensis es refereix al departament de Nariño, al sud de Colòmbia, on se n'obtingué la pell.

## Taxonomia
La pell fou obtinguda el 1989 i donada a un institut nacional colombià, que posteriorment transferí les seves col·leccions biològiques a l'Institut d'Investigació de Recursos Biològics Alexander von Humboldt, on fou classificada com a pell d'ocelot fins al 2001, quan Manuel Ruiz-García se la trobà mentre cercava espècimens de jaguar i puma. Advertí que pertanyia a una espècie diferent i, davant de la incapacitat d'identificar-lo d'altres experts en fèlids sud-americans, es passà les dues dècades següents investigant-la.

### Filogènesi
Les anàlisis genètiques indiquen que L. narinensis divergí de les altres espècies de Leopardus 1-1,3 milions d'anys enrere. El seu ADN nuclear i mitocondrial difereix del de les altres espècies conegudes de fèlids. Les proves genètiques el situen com a tàxon germà del clade format pel gat kodkod i el gat de Geoffroy.
Cladograma de Leopardus:
|  | \| \| Leopardus wiedii \| \| \| \| \| \| Leopardus pardalis \| \| \| \| |
|  |                                                                         |
|  | Leopardus tigrinus                                                      |
|  |                                                                         |
|  | Leopardus wiedii                                                        |
|  |                                                                         |
|  | Leopardus pardalis                                                      |
|  |                                                                         |

|  | Leopardus wiedii   |
|  |                    |
|  | Leopardus pardalis |
|  |                    |

|  | \| \| Leopardus wiedii \| \| \| \| \| \| Leopardus pardalis \| \| \| \| |
|  |                                                                         |
|  | Leopardus tigrinus                                                      |
|  |                                                                         |
|  | Leopardus wiedii                                                        |
|  |                                                                         |
|  | Leopardus pardalis                                                      |
|  |                                                                         |

|  | Leopardus wiedii   |
|  |                    |
|  | Leopardus pardalis |
|  |                    |

|  | \| \| Leopardus guigna \| \| \| \| \| \| Leopardus geoffroyi \| \| \| \| |
|  |                                                                          |
|  | Leopardus narinensis                                                     |
|  |                                                                          |
|  | Leopardus guigna                                                         |
|  |                                                                          |
|  | Leopardus geoffroyi                                                      |
|  |                                                                          |

|  | Leopardus guigna    |
|  |                     |
|  | Leopardus geoffroyi |
|  |                     |

|  | \| \| Leopardus wiedii \| \| \| \| \| \| Leopardus pardalis \| \| \| \| |
|  |                                                                         |
|  | Leopardus tigrinus                                                      |
|  |                                                                         |
|  | Leopardus wiedii                                                        |
|  |                                                                         |
|  | Leopardus pardalis                                                      |
|  |                                                                         |

|  | Leopardus wiedii   |
|  |                    |
|  | Leopardus pardalis |
|  |                    |

|  | \| \| Leopardus wiedii \| \| \| \| \| \| Leopardus pardalis \| \| \| \| |
|  |                                                                         |
|  | Leopardus tigrinus                                                      |
|  |                                                                         |
|  | Leopardus wiedii                                                        |
|  |                                                                         |
|  | Leopardus pardalis                                                      |
|  |                                                                         |

|  | Leopardus wiedii   |
|  |                    |
|  | Leopardus pardalis |
|  |                    |

|  | \| \| Leopardus guigna \| \| \| \| \| \| Leopardus geoffroyi \| \| \| \| |
|  |                                                                          |
|  | Leopardus narinensis                                                     |
|  |                                                                          |
|  | Leopardus guigna                                                         |
|  |                                                                          |
|  | Leopardus geoffroyi                                                      |
|  |                                                                          |

|  | Leopardus guigna    |
|  |                     |
|  | Leopardus geoffroyi |
|  |                     |

## Característiques
Igual que els seus congèneres, és un fèlid petit amb taques, però el color de base del seu pelatge és més rogenc. Les taques són negres, però tenen una coloració roja encara més intensa a l'interior. La part de dalt del cap i la cresta dorsal són més fosques. El cos és més curt i robust, mentre que el cap és més ample i arrodonit i el rostre és més pla. El pelatge és més dens i llanós.

## Hàbitat i distribució
L'holotip i únic espècimen fou recollit al páramo del volcà Galeras, al sud de Colòmbia, 3.100 metres sobre el nivell del mar. La regió té nombrosos endemismes a causa del seu aïllament durant els canvis climàtics de finals del Plistocè.
No ha estat observat per les càmeres parany presents al sud de Colòmbia des del 2018. Podria ser que ja estigués extint o gairebé extint.